# 瓦萊里奧·祖里尼
瓦萊里奧·祖里尼（Valerio Zurlini）是一位義大利舞台和電影導演兼編劇。

## 生平
瓦萊里奧·祖里尼在羅馬學習法律期間，他開始在劇院工作。1943年，他加入了義大利抵抗運動。祖爾里尼成為義大利共產黨黨員。戰後初期，他拍攝了一些短紀錄片。1954年，瓦萊里奧·祖里尼執導第一部劇情片《聖弗雷迪亞諾的女孩》。

## 延伸書目
- Toffetti, Sergio (a cura di). Valerio Zurlini. Torino: Lindau, 1993. ISBN 88-7180-076-1

## 外部連結
- 瓦萊里奧·祖里尼在互联网电影资料库（IMDb）上的資料（英文）